# Мена Ираррасабаль, Луис
Луи́с Ме́на Ирарра́сабаль (исп. Luis Arturo Mena Irarrázabal; 28 августа 1979, Пуэнте-Альто) — чилийский футболист, защитник и капитан клуба «Коло-Коло», в составе которого провёл почти всю карьеру. Также выступал за сборную Чили.
Мена в составе «Коло-Коло» 10 раз становился победителем чемпионата Чили, а также завоёвывал Кубок Чили. Этот показатель, 12 внутренних трофеев, является наивысшим показателем в истории чилийского футбола.

## Биография
Луис Мена родился в семье Эдуардо Мены и Кармен Ираррасабаль (имевшей баскские корни). С детства занимался футболом в школе столичного «Коло-Коло». 26 ноября 1996 года дебютировал за «Вождей» в финале Кубка Чили против «Рейнджерс» из Тальки. Также провёл в 1996 году один матч в Примере и стал чемпионом страны. В 1996—2000 годах выступал за «Коло-Коло» нерегулярно, однако выиграл с командой три чемпионских титула.
В 2001 году выступал на правах аренды за клуб «Депортес Пуэро-Монтт», после чего вернулся в «Коло-Коло». После возвращения ещё семь раз становился чемпионом Чили, а в 2006 году помог своей команде дойти до финала Южноамериканского кубка. В 2012 году, после ухода в «Олимпиакос» Пабло Контрераса, стал капитаном «Коло-Коло». Завершил карьеру футболиста в 2014 году.
В 1999 году Мена сыграл единственный матч за сборную Чили. Он вышел в стартовом составе и провёл на поле все 90 минут в товарищеской игре против сборной США, которая состоялась в Форт-Лодердейле 21 февраля и закончилась победой хозяев со счётом 2:1.

## Достижения
Командные
- Чемпион Чили (10): 1996, Кл. 1997, 1998, Кл. 2002, Ап. 2006, Кл. 2006, Ап. 2007, Кл. 2007, Кл. 2008, Кл. 2009
- Обладатель Кубка Чили (1): 1996
- Финалист Южноамериканского кубка (1): 2006

Личные
- Рекордсмен по числу выигранных национальных титулов в истории чилийского футбола — 11 (10 чемпионатов и 1 Кубок Чили)
- Почётный гражданин города Пуэнте-Альто